# Hesperandra minuscula
Hesperandra minuscula là một loài bọ cánh cứng trong họ Cerambycidae.